# Vandœuvre-lès-Nancy

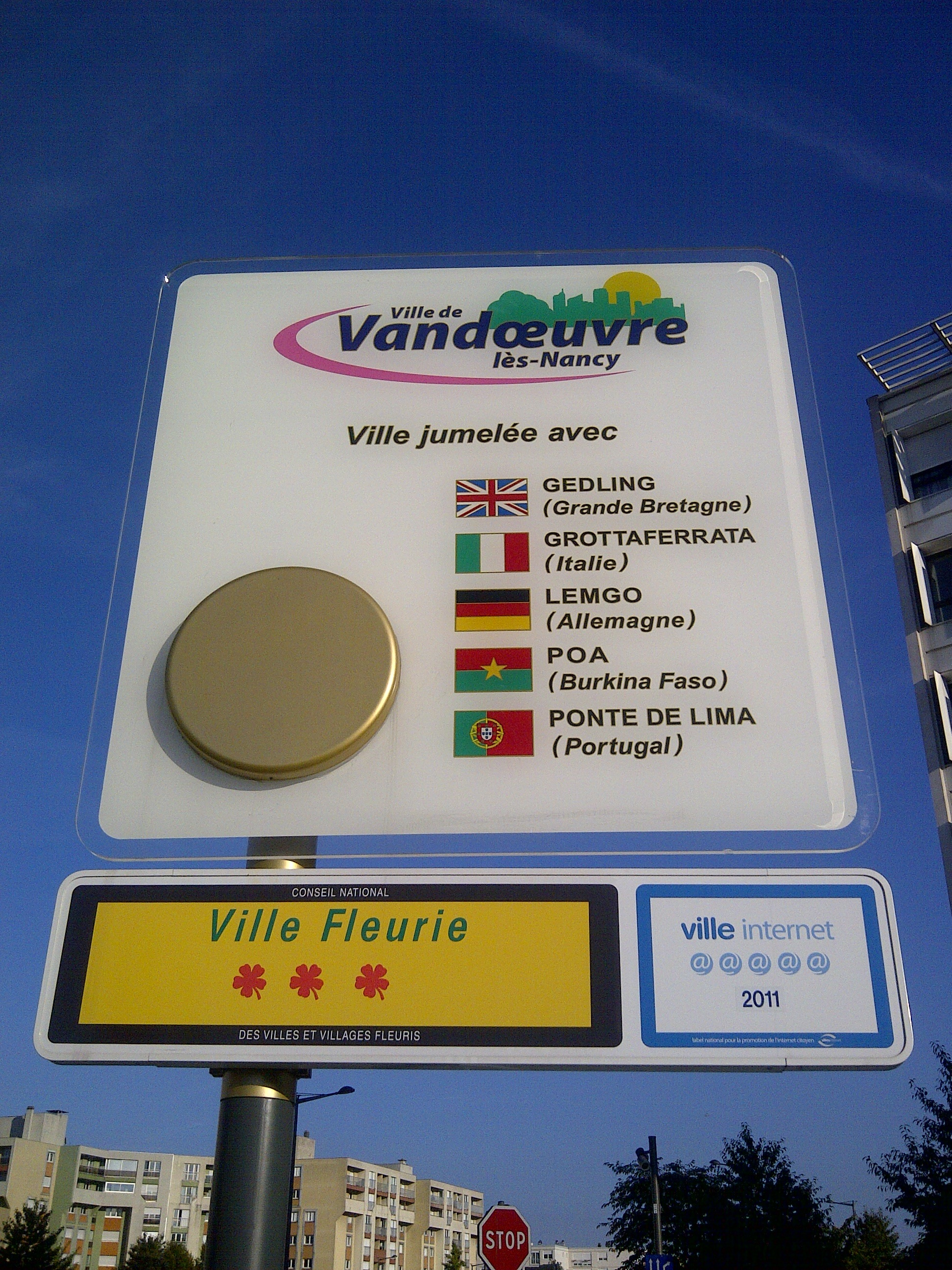
Vandœuvre-lès-Nancy

Vandœuvre-lès-Nancy è un comune francese di 30 009 abitanti situato nel dipartimento della Meurthe e Mosella nella regione del Grand Est, nell'agglomerazione di Nancy.

## Società

### Evoluzione demografica
Abitanti censiti

## Amministrazione

### Gemellaggi
- Lemgo, Germania
- Grottaferrata, Italia
- Ponte de Lima, Portogallo
- Gedling, Regno Unito